# Leidesia procumbens
Leidesia procumbens är en törelväxtart som först beskrevs av Carl von Linné, och fick sitt nu gällande namn av David Prain. Leidesia procumbens ingår i släktet Leidesia och familjen törelväxter. Inga underarter finns listade i Catalogue of Life.